# Salánki Ágoston
Salánki Ágoston (Széchy, Szécsi) (? – Győr, 1465. augusztus 3. körül)  győri püspök.

## Életpályája
Pontos születési helye és ideje ismeretlen. Valószínűleg köznemesi családból származott.
Az írásos adatokban 1439-ben tűnt fel először, ekkor már mint erdélyi kanonok és kolozsi főesperes szerepelt. A bolognai egyetemen tanult, ahol jogi doktori oklevelet szerzett. Hazatérve Erzsébet királyné kancellárja, V. László híve lett.
Győri püspökké 1445 novemberében nevezték ki. Győr városát és a várat azonban ez időben III. Frigyes tartotta megszállva, ezért székvárosát csak egy év múlva, 1446 júniusában tudta elfoglalni, a várost pedig a káptalannal együtt német kézről csak 1447-ben sikerült visszaváltania.
1452-ben Itáliába, III. Frigyeshez küldték követségbe V. Lászlóért és a koronáért.
V. László halála után Mátyás király híve lett, 1458-ban pedig Podjebrád Györgyöt koronázta Csehország királyává.
Salánki Ágoston idejében alapították Pápán és Tatán a ferencesek, a Vas vármegyei Városszalónakon pedig a pálosok kolostorát.
Győrben hunyt el 1465. augusztus 3 körül. Utóda 1466. június 27-től Csupor Demeter lett.